# マンディ・レイン 血まみれ金髪女子高生
『マンディ・レイン 血まみれ金髪女子高生』（原題: All the Boys Love Mandy Lane）は、2006年のアメリカ合衆国の映画。

## あらすじ
マンディ・レインは学校中の男子生徒たちをのぼせあがらせるような、金髪の美少女だが、彼女にはボーイフレンドはいなかった。そんな中、レッドとクロエは、レッドの家族が経営する牧場でのパーティにマンディを誘う。

## キャスト
| 役名             | 俳優                     | 日本語吹替 |
| ---------------- | ------------------------ | ---------- |
| マンディ・レイン | アンバー・ハード         | 浅川悠     |
| エメット         | マイケル・ウェルチ       | 萩道彦     |
| クロエ           | ホイットニー・エイブル   | 中原麻衣   |
| バード           | エドウィン・ホッジ       | 竹内良太   |
| レッド           | アーロン・ヒムルスタイン | 藤田圭宣   |
| ジェイク         | ルーク・グライムス       | 桑原敬一   |
| マーリーン       | メリッサ・プライス       | 椎名へきる |
| ディラン         | アダム・パウエル         |            |
| ジェン           | ブルック・ブルーム       |            |
|                  | ロバート・アール・キーン |            |
| ガース           | アンソン・マウント       | 星野充昭   |

- その他の日本語吹き替え：秋保佐永子／今瀬未知